# Trylemat Agryppy

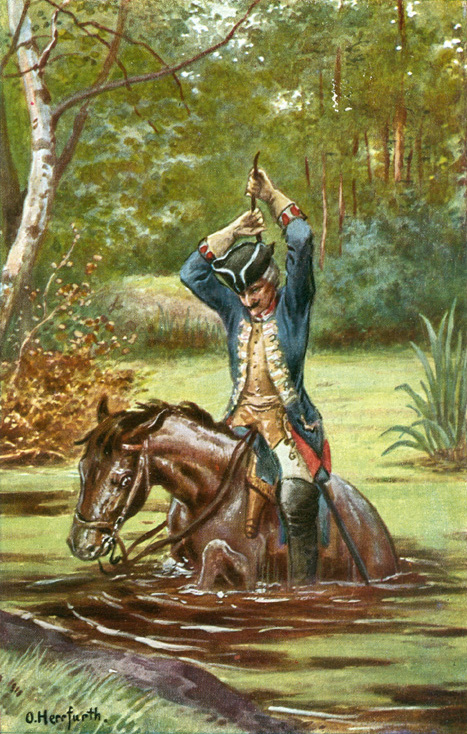
Baron Münchhausen wyciągający się za włosy z bagna (Oskar Herrfurth, ilustracja do powieści na kartce pocztowej, przed 1934)

Trylemat Agryppy, trylemat Münchhausena, trylemat Friesa – problem epistemologiczny z zakresu uzasadniania wiedzy i rozumowań dedukcyjnych.
Zgodnie z nim rozumowania takie opierają się ostatecznie bądź na twierdzeniach nieudowodnionych (dogmatycznych), bądź na błędnym kole, bądź na regresie w nieskończoność.
Problem ten był zauważany kilkakrotnie, formułowano go w nieco odmiennych formach i funkcjonuje pod różnymi nazwami.

## Tropy Agryppy
Jako pierwszy problem ten zauważył sceptyk Agryppa (I-I/II w.n.e.), starając się przedstawić najważniejsze argumenty sceptyków przeciwko filozofom dogmatycznym (perypatetykom, stoikom, epikurejczykom). Agryppa sformułował pięć „tropów” podważających możliwość pewnych rozumowań:
- Rozbieżność poglądów – na każdy problem, jakim zajmują się ludzie (a w szczególności filozofowie), istnieje wielość poglądów, często sprzecznych, co pociąga za sobą zawieszenie sądu;
- Nieskończoność dowodu – chcąc rozstrzygnąć problem, należy przedstawić dowód. Żaden z dowodów nie jest jednak wystarczający i wymaga przedstawienia kolejnego dowodu, na którym się opiera. Prowadzi to do regresu w nieskończoność.
- Relatywność poznania – nie można poznać żadnej rzeczy w odrębności (samej w sobie), lecz każde poznanie dokonuje się w odniesieniu do poznającego i do innych, współpostrzeganych rzeczy.
- Posługiwanie się niedowiedzionymi przesłankami – aby uniknąć regresu w nieskończoność, dogmatycy przyjmują jakieś twierdzenia (pierwsze zasady) bez dowodu, a tym samym bezpodstawnie.
- Błędne koło w rozumowaniu – dowodząc pewnego twierdzenia, zakłada się w dowodzie to, co ma być udowodnione.

Uproszczenie tych pięciu tropów do trzech (i do postaci „trylematu”) jest dziełem współczesnych filozofów, którzy ten epistemologiczny problem określają jako „trylemat Agryppy”. Każde rozumowanie albo przyjmuje niedowodzone przesłanki jako punkt wyjścia, albo popada w błędne koło, albo staje przed problemem regresu w nieskończoność.

## Trylemat Friesa
W innej formie trylemat ten został przedstawiony przez Karla Poppera (Logika odkrycia naukowego, 1934) w odniesieniu do uzasadniania wiedzy. Został przez niego nazwany trylematem Friesa, od Jakoba Friedricha Friesa, do którego poglądów Popper nawiązywał.
W pracy Neue oder anthropologische Kritik der Vernunft (1807) Fries starał się rozwiązać problem, w jaki sposób uzasadnić przekonania. Przyjmowanie przekonań bez uzasadnienie określa on jako dogmatyzm, który trzeba odrzucić. Jeśli ktoś chce swych przekonań dowodzić logicznie, to musi przyjąć, że zdania mogą być uzasadniane tylko przez inne zdania. To prowadzi do regresu do nieskończoności. Jeśli natomiast przyjąć, że uzasadnienie nie musi przyjmować postaci zdań, to wtedy rozwiązaniem jest psychologizm, a więc uzasadnienie przez „doświadczenie postrzeżeniowe”. Dla Friesa psychologizm był rozwiązaniem problemu uzasadnienia przekonań, sposobem poznania bezpośredniego i źródłem uzasadniania poznania pośredniego.
Popper przedstawił analizy Friesa w postaci trylematu stojącego przed metodologią nauki, który starał się rozwiązać w swojej Logice odkrycia naukowego.

## Trylemat Münchhausena
Trylemat Münchhausena sformułował w 1968 Hans Albert w odniesieniu do uzasadnienia rozumowań dedukcyjnych w logice i matematyce. Każde takie rozumowanie staje przed wybraniem jednej z trzech, równie problematycznych możliwości:
- albo ostatecznie opiera się na regresie w nieskończoność,
- albo popada w błędne koło w rozumowaniu,
- albo opiera się na przesłankach dogmatycznych (przesłankach, które same nie są dedukcyjne).

Nazwa pochodzi od głównego bohatera Przygód barona Münchhausena Rudolfa Ericha Raspego (1785), który w jednej ze swoich przygód sam wyciąga się z bagna za włosy.
Dylemat ten może być interpretowany na dwa sposoby:
- jako stwierdzenie niemożliwości uzasadnienia rozumowań dedukcyjnych,
- jako konieczność poszukiwania takiego uprawomocnienia poza dedukcją.

Albert i inni przedstawiciele krytycznego racjonalizmu wybierali pierwszą z tych możliwości, porzucając uzasadnienie dedukcyjne jako najwyższy ideał i podkreślając w zamian „krytyczne sprawdzanie”. Drugą drogą szli natomiast konstruktywiści.
W naukach empirycznych rozumowania dedukcyjne pełnią inną rolę, opierając się na hipotezach. Dlatego też trylemat Münchhausena nie jest w nich istotnym problemem.